# マイク・ラザフォード
マイク・ラザフォード（Mike Rutherford、1950年10月2日 - ）は、イングランド出身のミュージシャン、ソングライター。
世界的なプログレッシブ・ロックバンド「ジェネシス」の創設メンバーとして活躍。また、ロックバンド「マイク・アンド・ザ・メカニックス」の主宰も務めている。

## ジェネシスでの活動
トニー・バンクスと共にデビュー時からバンドに在籍。ジェネシスにおいて当初はベーシスト兼サイドギタリストとして活躍していたが、ギタリストのスティーヴ・ハケット脱退に伴い、リードギターも兼任するようになった。ギターのテクニック的には決して派手さはないが、コードに囚われない複雑なベースラインや12弦ギター&ベースのダブルネックを駆使してバンドを支え続けている。

## ソロ活動とマイク・アンド・ザ・メカニックス
ジェネシス以外の活動では、個人名義で『スモールクリープス・デイ』と『眩惑のマクシーン』というソロ・アルバムを2枚発表しているが、それ以降は1985年に結成したマイク・アンド・ザ・メカニックス（Mike + The Mechanics）というグループで現在まで活動を続けている。
マイク・アンド・ザ・メカニックスのシングル「サイレント・ランニング」（Silent Running(On Dangerous Ground)）は、全米シングル・チャートで6位を記録した。また「ミラクル」（All I Need Is A Miracle）は全米シングル・チャートの5位、1989年に発表した「リヴィング・イヤーズ」（The Living Years）は、全米シングル・チャートで1位を獲得する大ヒットとなった。

## ディスコグラフィ

### ソロ・アルバム
- 『スモールクリープス・デイ』 - Smallcreep's Day (1980年)
- 『眩惑のマクシーン』 - Acting Very Strange (1982年)

### マイク＆ザ・メカニックス
- 『マイク ＆ ザ・メカニックス』 - Mike + The Mechanics (1985年)　※邦盤はソロ名義
- 『リヴィング・イヤーズ』 - Living Years (1988年)
- 『ワード・オブ・マウス』 - Word Of Mouth (1991年)
- 『黄金の浜辺にて』 - Beggar On A Beach Of Gold (1995年)
- 『マイク ＆ ザ・メカニクス・ヒッツ！』 - Hits (1996年)　※ベスト盤
- 『マイク ＆ ザ・メカニックス』 - Mike & The Mechanics (M6) (1999年)
- 『リワイアード』 - Rewired (2004年)　※マイク ＋ ザ・メカニックス・アンド・ポール・キャラック名義
- The Road (2011年)
- 『シングルズ 1985-2014』 - The Singles 1985-2014 (2014年)　※ベスト盤
- Let Me Fly (2017年)[1]